# Josef Nyáry
Josef Nyáry (nascut el 1944 a Teupitz prop de Berlín) és un escriptor, periodista i crític alemany que viu a Hamburg.
Va col·laborar a diverses publicacions de l'editorial d'Axel Springer: el diari populista Bild, l'Hamburger Abendblatt i l'edició de diumenge de Die Welt. Les seves crítiques de programes de televisió a Bild es caracteritzaven per un conservatisme i un moralisme pudorosos. Al la seva sèrie Hamburg am Wasser (traducció: Hamburg al marge de l'aigua) de 2006 a l'Hamburger Abendblatt va ser un dels primers a inventariar una llarga part dels afluents del riu Alster. Un resum de les seves obres es troba al cataleg de la Biblioteca Nacional d'Alemanya.
Novel·les destacades
- Das Haupt des Täufers. Ein Roman aus Europas dunkelster Zeit.  Frankfurt/M.: Fischer, 1987. ISBN 3-596-28258-6.
- Das letzte Geheimnis des Leonardo da Vinci.  Salzburg: Ecowin, 2013. ISBN 978-3-7110-0051-4.